# هوا بین
هوا بین (به لاتین: Hòa Bình) یک شهر در ویتنام است که در استان هوا بین واقع شده‌است.
این شهر در سال ۲۰۰۹ میلادی ۹۳٫۴۰۹ نفر جمعیت داشته است.